# Pansarbil fm/29
De Pansarbil fm/29 (Pansarbil= pantservoertuig), ook wel Landsverk L-170, was een Zweeds pantservoertuig dat dienstdeed vanaf 1930 tot 1945. Het model maakte gebruik van relatief moderne technieken, maar was desondanks toch snel verouderd. Slechts één stuk werd geproduceerd.

## Voorgeschiedenis
Op 27 juni 1927 werd vanuit de overheid 10.000 SEK beschikbaar gesteld voor de aanschaf van minstens één pantservoertuig. Dit was voor de vervanging van de drie Tidaholm pantservoertuigen. Er werden fabrieken in het buitenland bezocht, maar geen enkel voertuig vond men geschikt. Daarom werd besloten om in het binnenland een voertuig te ontwerpen en bouwen. Een belangrijke specificatie moest zijn dat het voertuig wendbaar en goed bestuurbaar op ruig terrein moest zijn. Als referentie werd er in Italië een Pavesi pantserwagen besteld en getest. De ontwikkeling van het voertuig startte uiteindelijk in 1929. In dit jaar werd besloten dat Landsverk het chassis moest leveren en de Oskarhamn scheepswerf de opbouw moest installeren. Voor Landsverk was het de eerste pantserwagen die, zij het deels, door hen gebouwd moest worden. De bouw liep parallel met de ontwikkeling van de Landsverk L-10 en L-30 tanks. AB Landsverk gaf het voertuig de aanduiding Landsverk L-170, maar in het leger kreeg het de bijnaam "Pad", vanwege het logge uiterlijk.

## Bouw
Het chassis van het voertuig werd door Landsverk gebouwd en was gebaseerd op en Scania-Vabis 4x2 truck.  Het chassis was in 1930 gereed en werd getest, zowel met als zonder een houten mock-up dat op het chassis geïnstalleerd was. Aan de hand van deze resultaten werd in 1931 de opbouw geproduceerd en op het onderstel gemonteerd. Dit gebeurde bij de Oskarhamn scheepswerf. De pantserplaten werden geleverd door het bedrijf AB Bofors. Het voltooide voertuig werd opgeleverd in februari 1932. In de fm/29 waren verscheidene moderne aspecten verwerkt. Het 37mm Bofors m/98 kanon was een groot kaliber voor het begin van de dertiger jaren. De secundaire bewapening bestond uit twee watergekoelde 6.5mm KSP m/14-29 machinegeweren. Eén hiervan was geïnstalleerd in de achterzijde van de romp en de andere was gemonteerd in een roterende koepel aan de bovenzijde. Het voertuig maakte gebruik van vierwielaandrijving en vierwielbesturing. Ook was er ruimte voor een bestuurder aan de voor- en een bestuurder aan de achterzijde. De versnellingsbak werd aangepast en zo kon de pantserwagen even hard voor- als achteruit rijden. In de middelste twee van de zes wielkasten zaten reservewielen die extra ondersteuning boden op ruig terrein. Een nadeel was echter dat het pantser geklonken was en niet gelast, een techniek die Landsverk later wel zou toepassen.

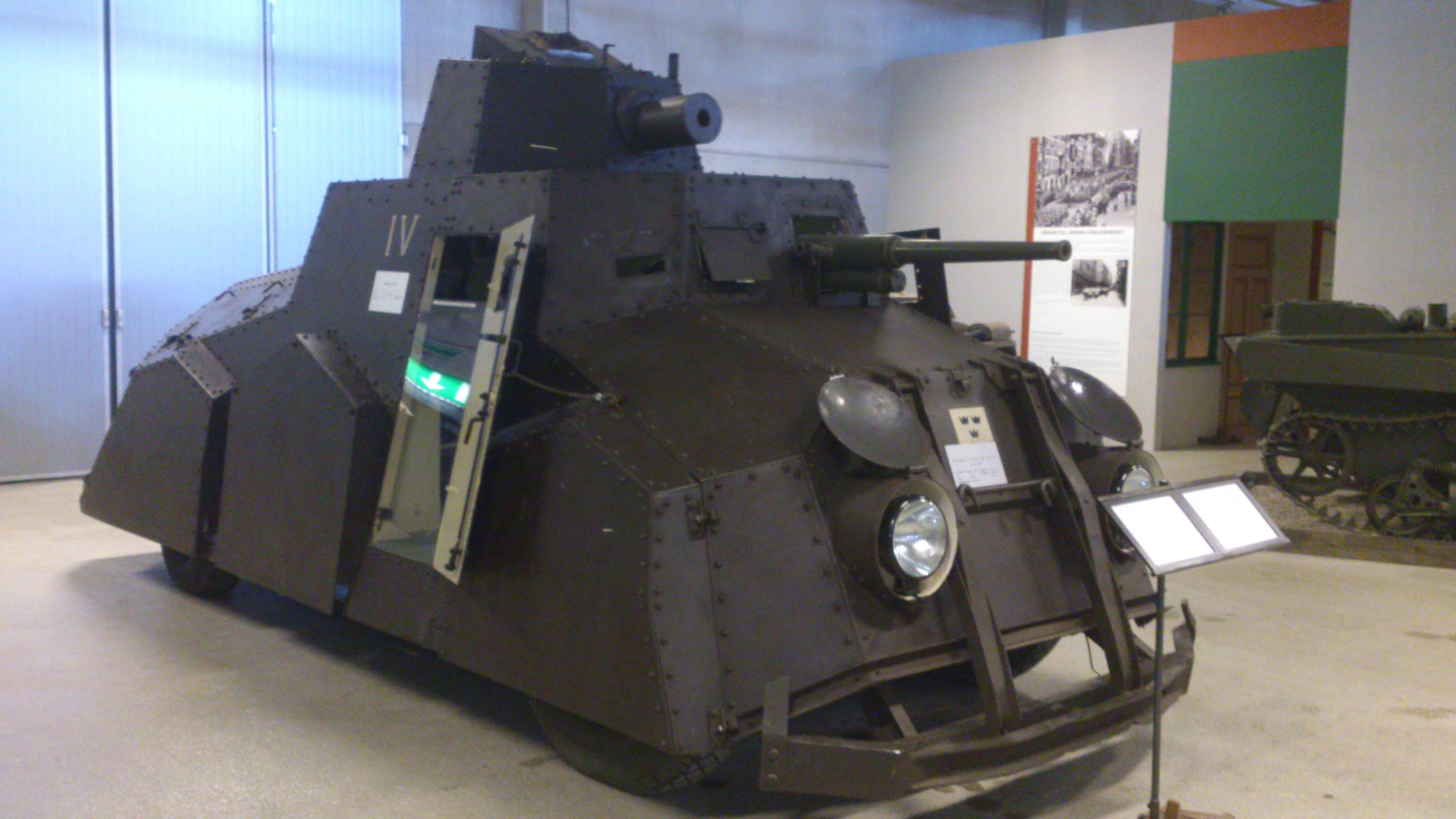
De fm/29 in het museum Arsenalen, van de voorzijde bezien.

De bemanning bestond uit vijf personen welke het voertuig in konden door de deuren aan beide zijdes van het voertuig. De motor lag achter in het voertuig en kon gerepareerd of gedemonteerd worden door drie luiken, twee aan de achterzijde en één aan de bovenzijde van de wagen te openen. Het gewalste pantser had een dikte van 4mm tot 6mm en bood daarmee enkel bescherming voor licht geweervuur en granaatscherven. Door het ontwerp was het pantser wel licht tot redelijk afgeschuind waardoor de penetratiekans aanzienlijk wordt verminderd. De Scania-Vabis 6-cilinder leverde bij 2000 omwentelingen per minuut 85 pk. De brandstoftank had een inhoud van 95 liter en met een volle tank kon er een maximale afstand afgelegd worden van honderd kilometer. Alhoewel het een van de eisen voor het voertuig was geweest bleek het voertuig toch niet geschikt op ruig terrein, vooral omdat het gewicht van minimaal 7,5 ton te zwaar was.

## Gebruik
Omdat de productie van één voertuig een prijs had van 50.000 SEK werd er slechts één besteld en gebouwd. Deze werd ingedeeld bij het 1e Cavalerie Regiment, gelegerd in Stockholm. Het voertuig kreeg registratienummer 810. Met het voertuig werden veel experimenten uitgevoerd. Vanaf 1940 werd het ingezet voor de training van pantservoertuigbemanningen. In 1945, na het eindigen van de Tweede Wereldoorlog, werd het voertuig uit dienst genomen en naar Axvall vervoerd, alwaar het in een museum werd geplaatst. Het is in 2011 verplaatst naar het nieuwe museum Arsenalen in Strängnäs.